# Représentations diplomatiques au Burundi

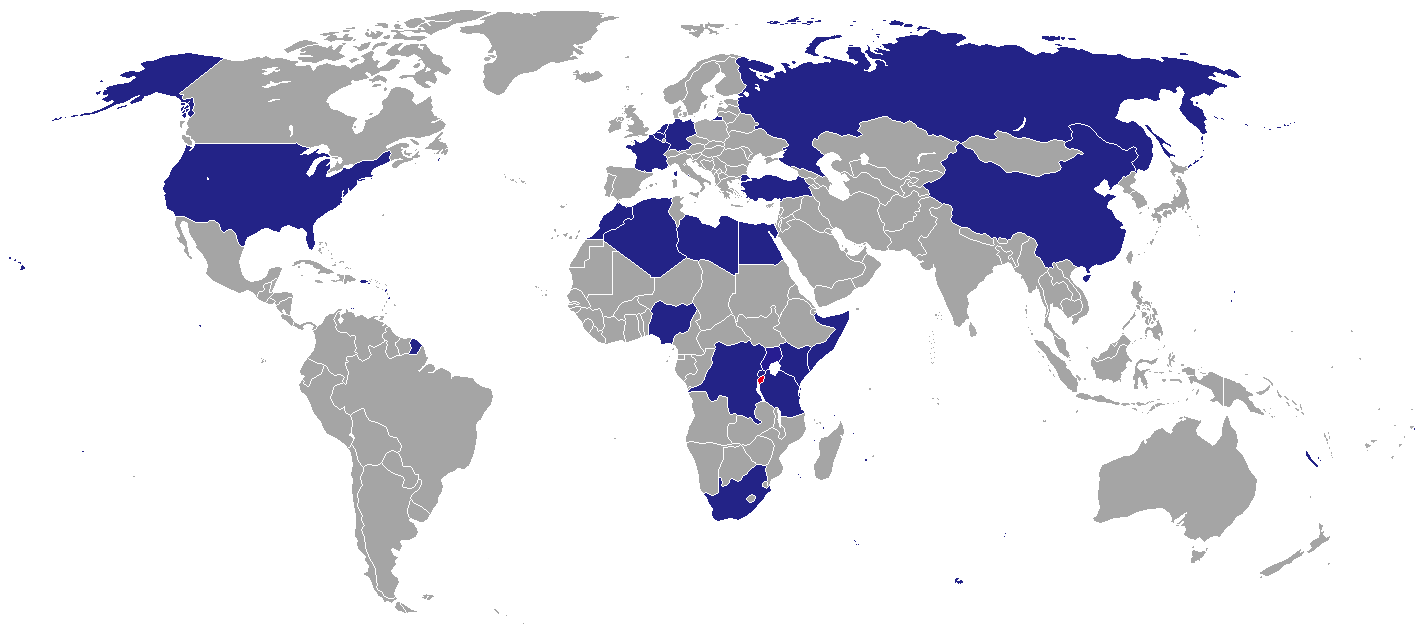
Carte des représentations diplomatiques au Burundi

Ceci est une liste des représentations diplomatiques au Burundi. À l'heure actuelle, l'ancienne capitale de Bujumbura abrite 20 ambassades.

## Ambassades
| - Afrique du Sud - Allemagne - Algérie - Belgique - Chine - Égypte - États-Unis - France - Kenya - Libye | - Ouganda - Pays-Bas - Nigeria - République démocratique du Congo - Russie - Rwanda - Somalia - Tanzanie - Turquie - Vatican |

## Autres représentations
- Royaume-Uni (Bureau de liaison de l'ambassade)[1]
- Suisse (Bureau de représentation)
- Union européenne (Délégation)

## Ambassades non résidentes
À Nairobi, sauf indication contraire
| - Argentine - Australie - Autriche - Cameroun (Kinshasa) - Canada - Chypre - Croatie (Pretoria) - Cuba (Kampala) - Danemark (Kampala) - Espagne (Dar es Salam) - Finlande (Dar es Salam) - Grèce - Indonésie (Dar es Salam) - Irlande (Dar es Salam) - Israël (Addis-Abeba) - Italie (Kampala) | - Japon (Kigali) - Lesotho (Addis-Abeba) - Mali (Luanda) - Mexique - Norvège (Kampala) - Pologne - Portugal (Kinshasa) - Tchéquie (Addis-Abeba) - Roumanie - Serbie (Addis-Abeba) - Slovaquie - Suède - Thaïlande - Viêt Nam (Dar es Salaam) |